# Batalla del Crimiso
La batalla de Crimiso fue un enfrentamiento entre las fuerzas de Siracusa, al mando de Timoleón, contra Cartago, comandadas por Asdrúbal y Amílcar, en el marco de las guerras sicilianas. Resultó en la derrota de los invasores cartagineses de Sicilia.

## Batalla
En 340 a. C., Cartago envió un gran ejército bajo el mando de Asdrúbal y Amílcar contra Siracusa. Según Plutarco, la fuerza constaba de 70 000 hombres (sin duda estas cifras son exageradas) e incluía muchos carros de guerra y Timoleón comandaba sólo 5.000 hombres de infantería y 1000 de caballería. Otros autores calculan cifras más altas, en torno a 12 000 hombres. Timoleón fue capaz de coger a los cartagineses cuando cruzaban el río Crimiso, primero enviando a su caballería contra ellos para desordenar sus filas y para prevenir que los cartagineses formaran un frente de batalla. Cuando la infantería griega atacó, estalló una tormenta y el viento sopló de cara a los cartagineses, que empezaron a tener más dificultad para luchar. Mientras los ejércitos estaban trabados en la lucha, la caballería griega cargó contra el flanco púnico. El ejército cartaginés rompió filas, siendo la Legión sagrada la última en caer, luchando, según las fuentes, «con bravura hasta el último hombre».
Los cartagineses fueron derrotados y Timoleón capturó su campo de provisiones, apropiándose de un importantísimo botín. Las bajas griegas no debieron de ser muchas, pero las púnicas según las cifras de Plutarco (bastante fiables), 10 000 fueron muertos, de ellos 3000 cartagineses y 5000 prisioneros.